# Стойчев, Пётр (боксёр)
Пётр Стойчев (болг. Петър Стойчев; род. 15 февраля 1946, Пловдив) — болгарский боксёр, представитель первой полусредней весовой категории. Выступал за сборную Болгарии по боксу в период 1963—1971 годов, серебряный призёр чемпионата Европы, победитель и призёр многих турниров международного значения, участник летних Олимпийских игр в Мехико.

## Биография
Пётр Стойчев родился 15 февраля 1946 года в городе Пловдив, Болгария.
Дебютировал на международном уровне в сезоне 1963 года, когда вошёл в молодёжный состав болгарской национальной сборной и принял участие в двух матчевых встречах со сборной Румынии.
В 1965 году стал бронзовым призёром международного турнира «Олимпийские надежды» в Бухаресте в зачёте первой полусредней весовой категории.
В 1966 году одержал победу на чемпионате Балкан в Белграде, участвовал в матчевой встрече со сборной Польши, выиграв у достаточно сильного польского боксёра Веслава Рудковского.
На чемпионате Европы 1967 года в Риме дошёл до четвертьфинала, проиграв представителю ГДР Петеру Типольду. Вновь уступил Типольду в матчевой встрече со сборной ГДР в Шверине.
Благодаря череде удачных выступлений удостоился права защищать честь страны на летних Олимпийских играх 1968 года в Мехико — в категории до 63,5 кг благополучно прошёл первых двоих соперников по турнирной сетке, тогда как в третьем четвертьфинальном бою техническим нокаутом во втором раунде потерпел поражение от финна Арто Нильссона.
После Олимпиады Стойчев остался в составе боксёрской команды Болгарии и продолжил принимать участие в крупнейших международных турнирах. Так, в 1969 году он стал чемпионом Болгарии в первом полусреднем весе и завоевал серебряную медаль на европейском первенстве в Бухаресте, где в решающем финальном поединке был остановлен советским боксёром Валерием Фроловым. Кроме того, одержал победу на домашнем международном турнире «Странджа» в Софии.
В 1970 году был лучшим на чемпионате Балкан в Варне, в частности в финале взял верх над югославом Звонимиром Вуином.
На чемпионате Болгарии 1971 года занял первое место, одолев в финале Ангела Ангелова. Представлял страну на чемпионате Европы в Мадриде, где на стадии четвертьфиналов был побеждён румыном Калистратом Куцовым.